# .303 British

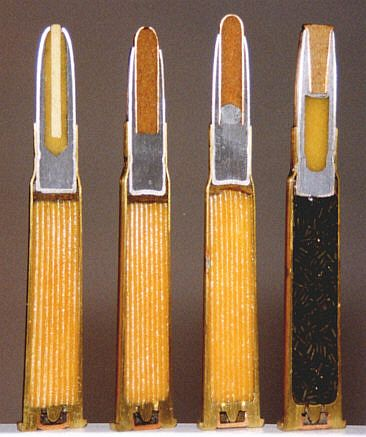
Британские авиационные патроны калибра .303 времён Первой мировой войны в разрезе: зажигательный Брока, разрывные Помероя версий PSA Mk I HE и PSA Mk II HE, разрывной Трефолла RTS Mk II HEI

.303 British (англ. three-o-three) — английский винтовочный унитарный патрон с гильзой с выступающей закраиной. Первоначально калибр патрона в метрической системе обозначался как 7,69×56 мм R, однако после введения в начале XX века в винтовках Ли-Энфилда более глубоких нарезов калибр стали обозначать как 7,7×56 мм R.
Патрон был принят на вооружение британской армии в декабре 1888 года и в период с 1889 по 1960-е годы являлся штатным винтовочно-пулемётным боеприпасом Великобритании и стран Британского Содружества наций.
В 1910—1912 годах в Великобритании был разработан экспериментальный патрон .276 Enfield (7х60 мм) с увеличенной скоростью пули, который был предложен в качестве замены .303 British, однако после начала в 1914 году первой мировой войны вопрос о перевооружении войск был снят с рассмотрения.
Патрон применялся в винтовках Ли-Метфорд и Ли-Энфилд, ручных пулемётах Льюиса и «Брен», станковых пулемётах «Виккерс» и некоторых других образцах огнестрельного оружия.
После подписания 4 апреля 1949 года Североатлантического договора Великобритания и Канада вошли в состав военно-политического блока НАТО и приняли на себя обязательства по стандартизации вооружения и военной техники с другими странами НАТО — при этом, в качестве единого винтовочно-пулемётного патрона стран НАТО в 1954 году был официально утверждён патрон 7,62 × 51 мм НАТО. В результате, уже во второй половине 1950-х годов в Великобритании и её доминионах началось сокращение складских запасов стрелкового оружия под патрон .303 и патронов к ним. В 1963 году власти Канады официально переклассифицировали патрон .303 как гражданский спортивно-охотничий патрон и разрешили продажу патронов этого калибра из армейских складских запасов на внутреннем рынке.
В Индии после предоставления независимости в сентябре 1947 года английское стрелковое оружие под 7,71-мм патрон стало стандартным оружием государственных структур, поэтому использование этих патронов негосударственными структурами и в гражданском спортивно-охотничьем оружии законодательно запрещено. Решение о снятии с вооружения армии и полиции оружия под 7,71-мм патрон было принято в феврале 1995 года, в дальнейшем было проведено постепенное перевооружение войск, но 7,71-мм винтовки "Lee-Enfield" остались на вооружении индийской полиции, лесной охраны и пограничной охраны. В сентябре 2018 года было принято решение о постепенном перевооружении военизированных подразделений индийской полиции более современным оружием.
.303 British до сих пор применяется как спортивный патрон.

## Номенклатура боеприпасов
Патрон снаряжался пулями разных типов, наиболее массовым является Mk.7
- Mk.III — патрон образца 1898 года с полуоболочечной пулей «дум-дум» массой 215 гран (13,9 грамм); снят с производства и вооружения после подписания Гаагской конвенции 1899 года.
- Mk.IV — патрон с полуоболочечной пулей «дум-дум»; снят с производства и вооружения после подписания Гаагской конвенции 1899 года.
- Mk.VI — патрон образца 1904 года.
- Mk.VII — патрон образца 1910 года с остроконечной оболочечной пулей массой 147 гран и зарядом бездымного пороха. Пуля с лёгким носиком (бакелитовый или алюминиевый вкладыш) обеспечивает поражающее действие, близкое к экспансивным пулям.
- Mark VII.Y — патрон образца 1916 года с разрывной пулей.
- BIK Mark VII.K — патрон образца 1916 года с зажигательной пулей.
- Mk.VIII — патрон образца 1938 года с остроконечной оболочечной пулей массой 175 гран и увеличенным пороховым зарядом.
- B Mark 7 — патрон образца 1942 года с зажигательной пулей.
- W Mark 1Z — патрон образца 1945 года с бронебойной пулей.

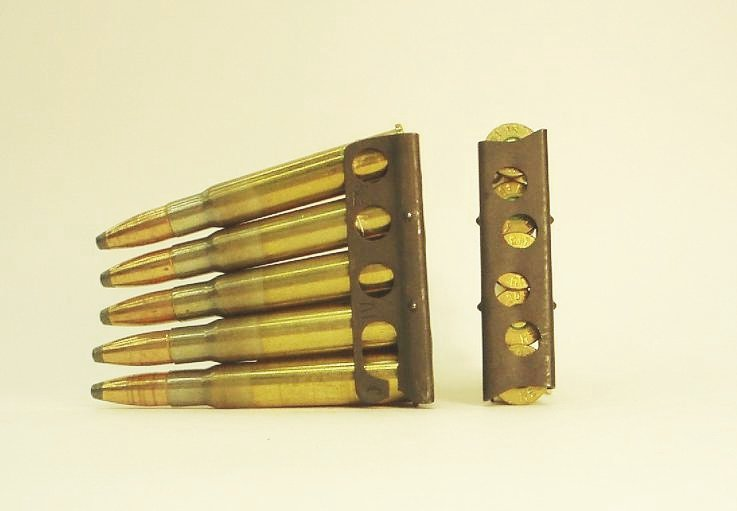
Коммерческие спортивно-охотничьи патроны .303 (с полуоболочечной пулей) в обойме